# Квітневе (Кропивницький район)
Квітневе (до 2016 — Володимиро-Іллінка, в 2016—2025 — Апрелівське) — село в Україні, у Кетрисанівській сільській територіальній громаді Кропивницького району Кіровоградської області. Населення становить 329 осіб.

## Історія
Село належало до Бобринецького району до його ліквідації 18 липня 2020 року.

## Населення
Згідно з переписом УРСР 1989 року чисельність наявного населення села становила 342 особи, з яких 154 чоловіки та 188 жінок.
За переписом населення України 2001 року в селі мешкало 329 осіб.

### Мова
Розподіл населення за рідною мовою за даними перепису 2001 року:
| Мова       | Відсоток |
| ---------- | -------- |
| українська | 96,96 %  |
| російська  | 2,13 %   |
| молдовська | 0,30 %   |
| інші       | 0,61 %   |